# Edson Cholbi Nascimento
Edson Cholbi Nascimento, noto come Edinho (Santos, 27 agosto 1970), è un allenatore di calcio ed ex calciatore brasiliano, di ruolo portiere.

## Biografia
Figlio di Pelé, è stato allevato dalla madre, e ha cominciato ad avere rapporti con il padre solo a partire dai 18 anni, una volta tornato in Brasile dagli USA. In un'intervista, ha dichiarato che Pelé è stato «più mito che padre».
Il 6 giugno 2005 viene arrestato a San Paolo per un coinvolgimento in un traffico di droga La notizia dell'arresto del figlio ha profondamente addolorato Pelé, che era anche stato testimonial di campagne contro gli stupefacenti. È stato rilasciato alla fine del 2006.
Nel 2014 Edson è stato condannato a 33 anni di carcere da un tribunale brasiliano di prima istanza, con l'accusa di riciclaggio di soldi provenienti dal narcotraffico, successivamente ridotti a 12 anni e 10 mesi, e dal 2019 in uno stato dove può risiedere in una prigione "aperta" e nel frattempo svolgere una professione.

## Palmarès

### Giocatore

#### Competizioni statali
- Torneo Rio-San Paolo: 1

Santos: 1997

#### Competizioni internazionali
- Coppa CONMEBOL: 1

Santos: 1998